# Liborni Siqueira
Liborni Bernardino Siqueira (Rio de Janeiro, 25 de maio de 1934 - Rio de Janeiro, 13 de maio de 2019) foi um jurista, magistrado, professor, poeta e escritor brasileiro. Fundador da Associação de Solidariedade à Criança Excepcional (ASCE) e das Faculdades de Reunidas da ASCE (FRASCE). Membro da Academia Carioca de Letras (ACL).

## Biografia
Nascido em Bonsucesso, bairro da Zona da Leopoldina, na Zona Norte da cidade do Rio de Janeiro. Filho do casal Antonio Bernardino Siqueira Junior, poeta e escultor, e Helena Nicoláo Siqueira, professora e costureira.
Na juventude estudou música, até decidir-se pelo curso de Direito.

### Carreira no Judiciário
Em 1957 forma-se no curso de direito da então Faculdade Cândido Mendes.
Após se formar, nove anos depois, foi aprovado em concurso público para atuar no Ministério Público estado do Espírito Santo, cargo do qual se exoneraria depois; para retornar ao Rio de Janeiro e concorrer a magistratura deste estado. Como advogado, destaca-se por sua atuação no Lloyd Aéreo Nacional.
Uma vez aprovado em concurso para magistratura do antigo Estado do Rio de Janeiro em 1970, Liborni Siqueira passou a atuar na comarca da cidade de Paraty, onde seria Juiz Titular entre 1970 e 1972; também assim o seria na cidade de Engenheiro Paulo de Frontin entre 1972 e 1973.
Ainda trabalharia em Angra dos Reis, Mangaratiba e Nova Iguaçu e, posteriormente, conseguiria ser promovido para a comarca de Campos dos Goytacazes. Ainda conseguiria uma permuta para a Regional Criminal de Duque de Caxias.
Em 1973, por merecimento, torna-se juiz de direito de 2ª entrância, passando a atuar na 12ª Região Judiciária.
Iria depois para o Juizado da Infância e Juventude, onde se tornaria Juiz de Menores Titular entre os anos de 1976 e 1981, nas comarcas das cidades de Duque de Caxias e do Rio de Janeiro.
Em outubro de 1981 torna-se juiz de direito de entrância especial da 11ª Vara de Família.
Presidiu a Associação Brasileira dos Magistrados da Infância e da Juventude (Abraminj) entre os anos de 1979 a 1981.
Na época em que ocorreu a notória Chacina da Candelária, Liborni Siqueira era o juiz da Infância e Juventude, e contou com o auxilio do juíz Siro Darlan, que era da área de infrações cometidas por crianças em situação de risco.
Teve atuação no primeiro julgamento
favorável à interrupção da gravidez por anencefalia.
Liborni Siqueira, em 1995, por antiguidade, é promovido para juiz de direito do Tribunal de Alçada Criminal. Depois tornou-se desembargador em 1998, também pelo critério de antiguidade. Se aposentaria em 24 de maio de 2004.

### Outras Atividades Profissionais
Na década de 1960 funda e preside a  Sociedade Amigos de Bonsucesso, bairro da Zona Norte da cidade do Rio de Janeiro.
Contando com apoio de voluntários, Libórni Siqueira funda a "Associação de Solidariedade à Criança Excepcional" (ASCE),em  2 de fevereiro de 1967; o objetivo era tratar pessoas portadoras de deficiências mentais ou físicas.
Posteriormente, em 20 de fevereiro de 1977, buscando dinamizar as atividades da Associação, Libórni criaria a "Faculdade de Reabilitação da ASCE" (FRASCE), com cursos de graduação e pós-graduação principalmente direcionados para a formação profissional de carreiras das qual necessitava a ASCE para realizar suas atividades; notadamente Fisioterapia, Fonoaudiologia e Terapia Ocupacional.
Em 3 de novembro de 1975, no bairro Parque Santa Marta, no município de Duque de Caxias, organizou o Centro Educacional Integrado (CEI), com vários cursos profissionalizantes voltados para jovens carentes.
Como membro do Lions Club, foi responsável por cria-lo em diferentes bairros e cidades do Rio de Janeiro.
Liborni também se dedicou ao magistério, foi professor da Escola Superior de Guerra (ESG). Ensinou Sociologia e Estudos de Problemas Brasileiros.
Autor de mais de uma dezena de obras, em áreas da Sociologia, do Direito de Família e da Infância, da Filosofia, e da Poesia, Liborni Siqueira foi eleito membro da Academia Carioca de Letras, onde ficou até falecer, em 2019. Também foi acadêmico de outras três academias: a Academia Guanabarina de Letras, a Academia Duquecaxiense  de Letras e a Academia Brasileira de Ciências Econômicas, Políticas e Sociais.
Foi coordenador geral do Movimento Nacional pela Família (MONAFAM)

## Homenagens e reconhecimento
Em 1976, pelo município de Duque de Caxias, foi-lhe outorgado  o Título de Cidadão Caxiense. Ainda pela cidade de Caxias, Liborni Siqueira, receberia em 1984 a Medalha de Ouro da Ordem Duque de Caxias”
Recebeu pela Assembleia Legislativa do Rio de Janeiro (ALERJ), o título de Cidadão Fluminense em 1990
A Academia Del Fiorino, na Itália, lhe concedeu o Gran Trofeo Etrusco, Il Guerriero, no ano de 1992.
Em 1995 recebe a Medalha do Pacificador, oferecida pelo Exército Brasileiro. Pela União Brasileira de Cultura e Educação (Unibrace), em 1997, recebe o “Diploma da Ordem do Mérito".
Por seus trabalhos prestados ao judiciário do Rio de Janeiro, recebeu duas medalhas: a “Medalha do Mérito Judiciário” e a Medalha de Honra da Magistratura Fluminense; a primeira recebida durante o inicio da carreira e a segunda no ano de 2008, quando já estava aposentado.

## Literatura
Além da magistratura, Liborni Siqueira também destacou-se pelos livros e artigos que publicou, tanto na área do Direito como no campo dos poemas e poesias:

### Livros
| Ano  | Título                                              | Editora                   |
| ---- | --------------------------------------------------- | ------------------------- |
| 1965 | A Grande Sociedade                                  | Edição própria (do Autor) |
| 1980 | Sociologia do Direito do Menor                      | Âmbito Cultural           |
| 1980 | Notas interpretativas ao Código de Menores          |                           |
| 1981 | Ecopediatria                                        | Âmbito Cultural           |
| 1985 | Nossos Momentos (Poesias)                           | Folha Carioca Editora     |
| 1987 | Liturgia do Amor Maior                              | Liber Juris               |
| 1989 | O Real Sentido Da Vida                              | Edição Própria            |
| 1991 | Comentários ao Estatuto da Criança e do Adolescente |                           |
| 1991 | Dos Direitos da Família e do Menor                  | Forense                   |
| 1992 | Adoção no Tempo e no Espaço                         | Editora Forense           |
| 1993 | Reflexões (Pensamentos)                             |                           |
| 1994 | Ações Integradas de Saúde - A Criança e a Família   |                           |
| 1997 | A Essência do Meu Pensamento                        | Edição Própria            |
| 1998 | Adoção - Doutrina e Jurisprudência                  | Folha Carioca Editora     |
| 2000 | Saúde - conceitos abrangentes                       |                           |
| 2003 | Para Você Meditar                                   |                           |
| 2004 | Poemas de Amor                                      | Folha Carioca Editora     |
| 2004 | Saúde e Educação - Um Sonho Que Se Realizou         |                           |
| 2004 | Coletânea de Acórdãos na Esfera Criminal            |                           |

### Artigos
| Ano  | Título                           | Editora                                                    |
| ---- | -------------------------------- | ---------------------------------------------------------- |
| 2007 | Mello Mattos - O Juiz de Menores | Escola da Magistratura do Estado do Rio de Janeiro - EMERJ |